# Pseudogalepsus nigricoxa
Pseudogalepsus nigricoxa es una especie de mantis de la familia Tarachodidae.

## Distribución geográfica
Se encuentra en Tanzania.